# Subdivisions d'Helsinki
La ville d'Helsinki, capitale de la Finlande, est découpée en subdivisions de tailles et de natures variées. Le découpage fait intervenir des quartiers, des districts, des superdistricts, des sections et des secteurs. Sa complexité le rend parfois difficilement compréhensible par les habitants, un nom géographique donné pouvant désigner deux réalités différentes. Ces divisions sont uniquement le fait de la municipalité, les codes postaux obéissant à une logique différente.

## Quartiers

Les 59 quartiers d'Helsinki

Les quartiers d'Helsinki (kaupunginosa finnois et stadsdelen en suédois), au nombre de 59, sont la subdivision la plus ancienne de la cité. Ils existent en effet depuis le XIXe siècle, et ont reçu leurs noms et numéros actuels en 1959 (à l'exception des 5 nouveaux, numérotés de 55 à 59, ajoutés à la ville à la suite du rattachement d'une partie de Sipoo au début de l'année 2009). Ils portent tous 2 noms, en finnois et en suédois, et un identifiant à 2 chiffres.
Les quartiers sont utilisés par le conseil municipal pour des missions de planification et d'urbanisme.

## Districts
Jusqu'aux années 1980, les différents services publics prirent l'habitude de diviser la ville en diverses zones, la plupart du temps sans tenir compte des quartiers existants. Il en résultait un réseau très complexe, difficilement compréhensible d'un service public à l'autre. Pour permettre une meilleure coordination des services publics et une plus grande lisibilité, le conseil municipal a entériné la création de districts le 13 décembre 1982. Ces districts (en finnois : peruspiiri, suédois : distrikt), au nombre de 34, sont utilisés comme référence par les services publics depuis 1986. Un numéro à 3 chiffres leur est associé

## Autres unités et relations

Les 59 quartiers d'Helsinki répartis dans les 8 superdistricts

Les districts et les quartiers ont souvent des frontières différentes. Ils sont néanmoins reliés par d'autres subdivisions.

### Superdistricts
Au nombre de 8, les superdistricts (suurpiiri) regroupent tous des quartiers et districts entiers, aucun d'entre eux n'est réparti entre 2 superdistricts. Ils sont désignés par un code à 1 chiffre, mais cette division est très peu utilisée.
Les Superdistricts et leur nombre d'habitants sont à la date du 1er janvier 2011 :
- 1.Eteläinen suurpiiri (en français : Superdistrict Sud): 100 664 habitants
- 2.Läntinen suurpiiri (en français : Superdistrict Ouest): 101 807 habitants
- 3.Keskinen suurpiiri (en français : Superdistrict Centre): 80 268 habitants
- 4.Pohjoinen suurpiiri (en français : Superdistrict Nord): 41 221 habitants
- 5.Koillinen suurpiiri (en français : Superdistrict Nord-Est): 93 844 habitants
- 6.Kaakkoinen suurpiiri (en français : Superdistrict Sud-Est): 47 028 habitants
- 7.Itäinen suurpiiri (en français : Superdistrict Est): 103 373 habitants
- 8.Östersundomin suurpiiri (en français : Superdistrict Östersundom): 2 116 habitants

### Sections
À l'origine subdivisions d'un quartier, les sections (osa-alue) sont aujourd'hui également subdivisions des districts. En effet, si un quartier peut être séparé entre deux districts, une section appartient forcément à un seul quartier et un seul district. La ville en compte 137, désignés par un numéro à 3 chiffres (les 2 premiers étant le numéro du quartier de rattachement). Peu utilisés par la municipalité, ils sont souvent très connus des habitants et considérés à tort comme des quartiers à part entière (à l'exemple de Ruoholahti, section numéro 201 du quartier de Länsisatama).

### Secteurs
Les secteurs (pienalue) sont les subdivisions des sections, généralement de très petite taille, quelques blocs seulement. Helsinki en compte 369. Ils sont désignés par un numéro à 4 chiffres, les 3 premiers étant ceux de la section correspondante. Par exemple, Salmisaari, code 2011, est une subdivision de Ruoholahti. 

### Division cardinale
En complément de ces subdivisions officielles, la ville est souvent découpée en 4 de manière non officielle, que ce soit le fait des médias ou des habitants. Helsinki-Centre, Helsinki-Ouest, Helsinki-Est et Helsinki-Nord désignent des réalités précises déconnectées des structures municipales.

## Les quartiers, districts et principales sections d'Helsinki
| 00    | Quartiers                   | suédois                    |
| 00.0  | Sections                    | suédois                    |
| ----- | --------------------------- | -------------------------- |
| 01    | Kruununhaka                 | Kronohagen                 |
| 02    | Kluuvi                      | Gloet                      |
| 03    | Kaartinkaupunki             | Gardesstaden               |
| 04    | Kamppi                      | Kampen                     |
| 05    | Punavuori                   | Rödbergen                  |
| 06    | Eira                        | Eira                       |
| 07    | Ullanlinna                  | Ulrikasborg                |
| 08    | Katajanokka                 | Skatudden                  |
| 09    | Kaivopuisto                 | Brunnsparken               |
| 10    | Sörnäinen                   | Sörnäs                     |
| 101   | Vilhonvuori                 | Vilhelmsberg               |
| 102   | Kalasatama                  | Fiskehamnen                |
| 103   | Sompasaari                  | Sumparn                    |
| 104   | Hanasaari                   | Hanaholmen                 |
| 11    | Kallio                      | Berghäll                   |
| 111   | Siltasaari / Hakaniemi      | Broholmen                  |
| 112   | Linjat                      | Linjerna                   |
| 113   | Torkkelinmäki               | Torkelsbacken              |
| 12    | Alppiharju                  | Åshöjden                   |
| 121   | Harju                       | Ås                         |
| 122   | Alppila                     | Alphyddan                  |
| 13    | Etu-Töölö                   | Främre Tölö                |
| 14    | Taka-Töölö                  | Bortre Tölö                |
| 15    | Meilahti                    | Mejlans                    |
| 16    | Ruskeasuo                   | Brunakärr                  |
| 17    | Pasila                      | Böle                       |
| 171   | Länsi-Pasila                | Västra Böle                |
| 172   | Pohjois-Pasila              | Norra Böle                 |
| 173   | Itä-Pasila                  | Östra Böle                 |
| 174   | Keski-Pasila                | Mellersta Böle             |
| 18    | Laakso                      | Dal                        |
| 19    | Mustikkamaa–Korkeasaari     | Blåbärslandet–Högholmen    |
| 20    | Länsisatama                 | Västra hamnen              |
| 201   | Ruoholahti                  | Gräsviken                  |
| 201.1 | Salmisaari                  | Sundholmen                 |
| 202   | Lapinlahti                  | Lappviken                  |
| 203   | Jätkäsaari                  | Busholmen                  |
| 204   | Hernesaari                  | Ärtholmen                  |
| 21    | Hermanni                    | Hermanstad                 |
| 22    | Vallila                     | Vallgård                   |
| 23    | Toukola                     | Majstad                    |
| 24    | Kumpula                     | Gumtäkt                    |
| 25    | Käpylä                      | Kottby                     |
| 26    | Koskela                     | Forsby                     |
| 27    | Vanhakaupunki               | Gammelstaden               |
| 28    | Oulunkylä                   | Åggelby                    |
| 281   | Pirkkola                    | Britas                     |
| 282   | Maunula                     | Månsas                     |
| 283   | Metsälä                     | Krämertskog                |
| 284   | Patola                      | Dammen                     |
| 285   | Veräjämäki                  | Grindbacka                 |
| 286   | Maunulanpuisto              | Månsasparken               |
| 287   | Veräjälaakso                | Grinddal                   |
| 29    | Haaga                       | Haga                       |
| 291   | Etelä-Haaga                 | Södra Haga                 |
| 292   | Kivihaka                    | Stenhagen                  |
| 293   | Pohjois-Haaga               | Norra Haga                 |
| 294   | Lassila                     | Lassas                     |
| 30    | Munkkiniemi                 | Munksnäs                   |
| 301   | Vanha Munkkiniemi           | Gamla Munksnäs             |
| 302   | Kuusisaari                  | Granö                      |
| 303   | Lehtisaari                  | Lövö                       |
| 304   | Munkkivuori                 | Munkshöjden                |
| 305   | Niemenmäki                  | Näshöjden                  |
| 306   | Talinranta                  | Talistranden               |
| 31    | Lauttasaari                 | Drumsö                     |
| 32    | Konala                      | Kånala                     |
| 33    | Kaarela                     | Kårböle                    |
| 331   | Kannelmäki                  | Gamlas                     |
| 332   | Maununneva                  | Magnuskärr                 |
| 333   | Malminkartano               | Malmgård                   |
| 334   | Hakuninmaa                  | Håkansåker                 |
| 335   | Kuninkaantammi              | Kungseken                  |
| 34    | Pakila                      | Baggböle                   |
| 341   | Länsi-Pakila                | Västra Baggböle            |
| 342   | Itä-Pakila                  | Östra Baggböle             |
| 35    | Tuomarinkylä                | Domarby                    |
| 351   | Paloheinä                   | Svedängen                  |
| 352   | Torpparinmäki               | Torparbacken               |
| 353   | Tuomarinkartano             | Domargård                  |
| 354   | Haltiala                    | Tomtbacka                  |
| 36    | Viikki                      | Vik                        |
| 361   | Viikinranta                 | Viksstranden               |
| 362   | Latokartano                 | Ladugården                 |
| 363   | Viikin tiedepuisto          | Viks forskarpark           |
| 364   | Viikinmäki                  | Viksbacka                  |
| 37    | Pukinmäki                   | Bocksbacka                 |
| 38    | Malmi                       | Malm                       |
| 381   | Ylä-Malmi                   | Övre Malm                  |
| 382   | Ala-Malmi                   | Nedre Malm                 |
| 383   | Pihlajamäki                 | Rönnbacka                  |
| 384   | Tattariharju                | Tattaråsen                 |
| 385   | Malmin lentokenttä          | Malm flygfält              |
| 386   | Pihlajisto                  | Rönninge                   |
| 39    | Tapaninkylä                 | Staffansby                 |
| 391   | Tapaninvainio               | Staffansslätten            |
| 392   | Tapanila                    | Mosabacka                  |
| 40    | Suutarila                   | Skomakarböle               |
| 401   | Siltamäki                   | Brobacka                   |
| 402   | Tapulikaupunki              | Stapelstad                 |
| 403   | Töyrynummi                  | Lidamalmen                 |
| 41    | Suurmetsä                   | Storskog                   |
| 411   | Puistola                    | Parkstad                   |
| 412   | Heikinlaakso                | Henriksdal                 |
| 413   | Tattarisuo                  | Tattarmossen               |
| 414   | Jakomäki                    | Jakobacka                  |
| 42    | Kulosaari                   | Brändö                     |
| 43    | Herttoniemi                 | Hertonäs                   |
| 431   | Länsi-Herttoniemi           | Västra Hertonäs            |
| 432   | Roihuvuori                  | Kasberget                  |
| 433   | Herttoniemen teollisuusalue | Hertonäs industriområde    |
| 434   | Herttoniemenranta           | Hertonäs strand            |
| 44    | Tammisalo                   | Tammelund                  |
| 45    | Vartiokylä                  | Botby                      |
| 451   | Vartioharju                 | Botbyåsen                  |
| 452   | Puotila                     | Botby gård                 |
| 453   | Puotinharju                 | Botbyhöjden                |
| 454   | Myllypuro                   | Kvarnbäcken                |
| 455   | Marjaniemi                  | Marudd                     |
| 456   | Roihupellon teollisuusalue  | Kasåkers industriområde    |
| 457   | Itäkeskus                   | Östra centrum              |
| 46    | Pitäjänmäki                 | Sockenbacka                |
| 461   | Pajamäki                    | Smedjebacka                |
| 462   | Tali                        | Tali                       |
| 463   | Reimarla                    | Reimars                    |
| 464   | Marttila                    | Martas                     |
| 465   | Pitäjänmäen teollisuusalue  | Sockenbacka industriområde |
| 47    | Mellunkylä                  | Mellungsby                 |
| 471   | Kontula                     | Gårdsbacka                 |
| 472   | Vesala                      | Ärvings                    |
| 473   | Mellunmäki                  | Mellungsbacka              |
| 474   | Kivikko                     | Stensböle                  |
| 475   | Kurkimäki                   | Tranbacka                  |
| 48    | Vartiosaari                 | Vårdö                      |
| 49    | Laajasalo                   | Degerö                     |
| 491   | Yliskylä                    | Uppby                      |
| 492   | Jollas (Helsinki)           | Jollas                     |
| 493   | Tullisaari                  | Turholm                    |
| 494   | Tahvonlahti                 | Stansvik                   |
| 495   | Hevossalmi                  | Hästnässund                |
| 50    | Villinki                    | Villinge                   |
| 51    | Santahamina                 | Sandhamn                   |
| 52    | Suomenlinna                 | Sveaborg                   |
| 53    | Ulkosaaret                  | Utöarna                    |
| 531   | Länsisaaret                 | Västra holmarna            |
| 532   | Itäsaaret                   | Östra holmarna             |
| 533   | Aluemeri                    | Territorialhavet           |
| 54    | Vuosaari                    | Nordsjö                    |
| 541   | Keski-Vuosaari              | Mellersta Nordsjö          |
| 542   | Nordsjön kartano            | Nordsjö gård               |
| 543   | Uutela                      | Nybondas                   |
| 544   | Meri-Rastila                | Havs-Rastböle              |
| 545   | Kallahti                    | Kallvik                    |
| 546   | Aurinkolahti                | Solvik                     |
| 547   | Rastila                     | Rastböle                   |
| 548   | Niinisaari                  | Bastö                      |
| 549   | Mustavuori                  | Svarta backen              |
| 55    | Östersundom                 | Östersundom                |
| 56    | Salmenkallio                | Sundberg                   |
| 57    | Talosaari                   | Husö                       |
| 58    | Karhusaari                  | Björnsö                    |
| 59    | Ultuna                      | Ultuna                     |
| 591   | Landbo                      | Landbo                     |
| 592   | Puroniitty                  | Bäckängen                  |

| Superdistricts | Superdistricts              | Suédois                     |
| Districts      | Districts                   | Suédois                     |
| Sections       | Sections                    | Suédois                     |
| -------------- | --------------------------- | --------------------------- |
| 1              | Superdistrict Sud           | Södra stordistriktet        |
| 101            | Vironniemen peruspiiri      | Estnäs distrikt             |
| 010            | Kruununhaka                 | Kronohagen                  |
| 020            | Kluuvi                      | Gloet                       |
| 080            | Katajanokka                 | Skatudden                   |
| 102            | Ullanlinnan peruspiiri      | Ulrikasborgs distrikt       |
| 030            | Kaartinkaupunki             | Gardestaden                 |
| 050            | Punavuori                   | Rödbergen                   |
| 060            | Eira                        | Eira                        |
| 070            | Ullanlinna                  | Ulrikasborg                 |
| 090            | Kaivopuisto                 | Brunnsparken                |
| 204            | Munkkisaari                 | Munkholmen                  |
| 520            | Suomenlinna                 | Sveaborg                    |
| 531            | Länsisaaret                 | Västra holmarna             |
| 103            | Kampinmalmin peruspiiri     | Kampmalmens distrikt        |
| 040            | Kamppi                      | Kampen                      |
| 130            | Etu-Töölö                   | Främre Tölö                 |
| 201            | Ruoholahti                  | Gräsviken                   |
| 202            | Lapinlahti                  | Lappviken                   |
| 203            | Jätkäsaari                  | Busholmen                   |
| 104            | Taka-Töölön peruspiiri      | Bortre Tölö distrikt        |
| 140            | Taka-Töölö                  | Bortre Tölö                 |
| 105            | Lauttasaaren peruspiiri     | Drumsö distrikt             |
| 310            | Lauttasaari                 | Drumsö                      |
| 2              | Superdistrict Ouest         | Västra stordistriktet       |
| 201            | Reijolan peruspiiri         | Grejus distrikt             |
| 150            | Meilahti                    | Mejlans                     |
| 160            | Ruskeasuo                   | Brunakärr                   |
| 180            | Laakso                      | Dal                         |
| 202            | Munkkiniemen peruspiiri     | Munksnäs distrikt           |
| 301            | Vanha Munkkiniemi           | Gamla Munksnäs              |
| 302            | Kuusisaari                  | Granö                       |
| 303            | Lehtisaari                  | Lövö                        |
| 304            | Munkkivuori                 | Munkshöjden                 |
| 305            | Niemenmäki                  | Näshöjden                   |
| 306            | Talinranta                  | Talistranden                |
| 203            | Haagan peruspiiri           | Haga distrikt               |
| 291            | Etelä-Haaga                 | Södra Haga                  |
| 292            | Kivihaka                    | Stenhagen                   |
| 293            | Pohjois-Haaga               | Norra Haga                  |
| 294            | Lassila                     | Lassas                      |
| 204            | Pitäjänmäen peruspiiri      | Sockenbacka distrikt        |
| 320            | Konala                      | Kånala                      |
| 461            | Pajamäki                    | Smedjebacka                 |
| 462            | Tali                        | Tali                        |
| 463            | Reimarla                    | Reimars                     |
| 464            | Marttila                    | Martas                      |
| 465            | Pitäjänmäen teollisuusalue  | Sockenbacka industriområde  |
| 205            | Kaarelan peruspiiri         | Kårböle distrikt            |
| 331            | Kannelmäki                  | Gamlas                      |
| 332            | Maununneva                  | Magnuskärr                  |
| 333            | Malminkartano               | Malmgård                    |
| 334            | Hakuninmaa                  | Håkansåker                  |
| 3              | Superdistrict central       | Mellersta stordistriktet    |
| 301            | Kallion peruspiiri          | Berghälls distrikt          |
| 100            | Sörnäinen                   | Sörnäs                      |
| 111            | Siltasaari                  | Broholmen                   |
| 112            | Linjat                      | Linjerna                    |
| 113            | Torkkelinmäki               | Torkelsbacken               |
| 302            | Alppiharjun peruspiiri      | Åshöjdens distrikt          |
| 121            | Harju                       | Ås                          |
| 122            | Alppila                     | Alphyddan                   |
| 303            | Vallilan peruspiiri         | Vallgårds distrikt          |
| 210            | Hermanni                    | Hermanstad                  |
| 220            | Vallila                     | Vallgård                    |
| 304            | Pasilan peruspiiri          | Böle distrikt               |
| 171            | Länsi-Pasila                | Västra Böle                 |
| 172            | Pohjois-Pasila              | Norra Böle                  |
| 173            | Itä-Pasila                  | Östra Böle                  |
| 174            | Keski-Pasila                | Mellersta Böle              |
| 305            | Vanhankaupungin peruspiiri  | Gammelstadens distrikt      |
| 230            | Toukola                     | Majstad                     |
| 240            | Kumpula                     | Gumtäkt                     |
| 250            | Käpylä                      | Kottby                      |
| 260            | Koskela                     | Forsby                      |
| 270            | Vanhakaupunki               | Gammelstaden                |
| 4              | Superdistrict Nord          | Norra stordistriktet        |
| 401            | Maunulan peruspiiri         | Månsas distrikt             |
| 281            | Pirkkola                    | Britas                      |
| 282            | Maunula                     | Månsas                      |
| 283            | Metsälä                     | Krämertskog                 |
| 286            | Maunulanpuisto              | Månsasparken                |
| 402            | Länsi-Pakilan peruspiiri    | Västra Baggböle distrikt    |
| 341            | Länsi-Pakila                | Västra Baggböle             |
| 403            | Tuomarinkylän peruspiiri    | Domarby distrikt            |
| 351            | Paloheinä                   | Svedängen                   |
| 352            | Torpparinmäki               | Torparbacken                |
| 354            | Haltiala                    | Tomtbacka                   |
| 404            | Oulunkylän peruspiiri       | Åggelby distrikt            |
| 284            | Patola                      | Dammen                      |
| 285            | Veräjämäki                  | Grindbacka                  |
| 287            | Veräjälaakso                | Grinddal                    |
| 405            | Itä-Pakilan peruspiiri      | Östra Baggböle distrikt     |
| 342            | Itä-Pakila                  | Östra Baggböle              |
| 353            | Tuomarinkartano             | Domargård                   |
| 5              | Superdistrict Nord-Est      | Nordöstra stordistriktet    |
| 501            | Latokartanon peruspiiri     | Ladugårdens distrikt        |
| 361            | Viikinranta                 | Viksstranden                |
| 362            | Latokartano                 | Ladugården                  |
| 363            | Viikin tiedepuisto          | Viks forskarpark            |
| 364            | Viikinmäki                  | Viksbacka                   |
| 383            | Pihlajamäki                 | Rönnbacka                   |
| 386            | Pihlajisto                  | Rönnbacka                   |
| 502            | Pukinmäen peruspiiri        | Bocksbacka distrikt         |
| 370            | Pukinmäki                   | Bocksbacka                  |
| 503            | Malmin peruspiiri           | Malms distrikt              |
| 381            | Ylä-Malmi                   | Övre Malm                   |
| 382            | Ala-Malmi                   | Nedre Malm                  |
| 384            | Tattariharju                | Tattaråsen                  |
| 385            | Malmin lentokenttä          | Malm flygfält               |
| 391            | Tapaninvainio               | Staffansslätten             |
| 392            | Tapanila                    | Mosabacka                   |
| 504            | Suutarilan peruspiiri       | Skomakarböle distrikt       |
| 401            | Siltamäki                   | Brobacka                    |
| 403            | Töyrynummi                  | Lidamalmen                  |
| 505            | Puistolan peruspiiri        | Parkstads distrikt          |
| 402            | Tapulikaupunki              | Stapelstad                  |
| 411            | Puistola                    | Parkstad                    |
| 412            | Heikinlaakso                | Henriksdal                  |
| 413            | Tattarisuo                  | Tattarmossen                |
| 506            | Jakomäen peruspiiri         | Jakobacka distrikt          |
| 414            | Jakomäki                    | Jakobacka                   |
| 6              | Superdistrict Sud-Est       | Sydöstra stordistriktet     |
| 601            | Kulosaaren peruspiiri       | Brändö distrikt             |
| 190            | Mustikkamaa-Korkeasaari     | Blåbärslandet-Högholmen     |
| 420            | Kulosaari                   | Brändö                      |
| 602            | Herttoniemen peruspiiri     | Hertonäs distrikt           |
| 431            | Länsi-Herttoniemi           | Västra Hertonäs             |
| 432            | Roihuvuori                  | Kasgerget                   |
| 433            | Herttoniemen teollisuusalue | Hertonäs industiområde      |
| 434            | Herttoniemenranta           | Hertonäs strand             |
| 440            | Tammisalo                   | Tammelund                   |
| 603            | Laajasalon peruspiiri       | Degerö distrikt             |
| 480            | Vartiosaari                 | Vårdö                       |
| 491            | Yliskylä                    | Uppby                       |
| 492            | Jollas                      | Jollas                      |
| 493            | Tullisaari                  | Turholm                     |
| 494            | Tahvonlahti                 | Stansvik                    |
| 495            | Hevossalmi                  | Hästnässund                 |
| 500            | Villinki                    | Villinge                    |
| 510            | Santahamina                 | Sandhamn                    |
| 532            | Itäsaaret                   | Östra holmarna              |
| 7              | Superdistrict Est           | Östra stordistriktet        |
| 701            | Vartiokylän peruspiiri      | Botby distrikt              |
| 451            | Vartioharju                 | Botbyåsen                   |
| 452            | Puotila                     | Botby gård                  |
| 453            | Puotinharju                 | Botbyhöjden                 |
| 455            | Marjaniemi                  | Marudd                      |
| 456            | Roihupellon teollisuusalue  | Kasåkers industriområde     |
| 457            | Itäkeskus                   | Östra centrum               |
| 702            | Myllypuron peruspiiri       | Kvarnbäckens distrikt       |
| 454            | Myllypuro                   | Kvarnbäcken                 |
| 703            | Mellunkylän peruspiiri      | Mellungsby distrikt         |
| 471            | Kontula                     | Gårdsbacka                  |
| 472            | Vesala                      | Ärvings                     |
| 473            | Mellunmäki                  | Mellungsbacka               |
| 474            | Kivikko                     | Stensböle                   |
| 475            | Kurkimäki                   | Tranbacka                   |
| 704            | Vuosaaren peruspiiri        | Nordsjö distrikt            |
| 541            | Keski-Vuosaari              | Mellersta Nordsjö           |
| 542            | Nordsjön kartano            | Nordsjö gård                |
| 543            | Uutela                      | Nybondas                    |
| 544            | Meri-Rastila                | Havs-Rastböle               |
| 545            | Kallahti                    | Kallvik                     |
| 546            | Aurinkolahti                | Solvik                      |
| 547            | Rastila                     | Rastböle                    |
| 548            | Niinisaari                  | Bastö                       |
| 549            | Mustavuori                  | Svarta backen               |
| 8              | Superdistrict d'Östersundom | Östersundoms stordistriktet |
| 801            | Östersundomin peruspiiri    | Östersundoms distrikt       |
| 550            | Östersundom                 | Östersundom                 |
| 560            | Salmenkallio                | Sundberg                    |
| 570            | Talosaari                   | Husö                        |
| 580            | Karhusaari                  | Björnsö                     |
| 591            | Landbo                      | Landbo                      |
| 592            | Puroniitty                  | Bäckängen                   |